# La voz humana (ópera)
La voz humana (título original en francés, La Voix humaine) es una ópera ("tragedia lírica") en un acto para un solo personaje, con música de Francis Poulenc y libreto en francés de Jean Cocteau, basado en su obra de teatro homónima de 1930. 

## Historia
La voz humana fue compuesta en el año 1958 y estrenada el 6 de febrero de 1959 en la Opéra-Comique salle Favart de París. Poulenc escribió la ópera para Denise Duval, soprano francesa, y el estreno fue dirigido por Georges Prêtre. 
Otras sopranos que han cantado el papel son Karan Armstrong, Dame Josephine Barstow, June Card, Dame Gwyneth Jones, Dame Felicity Lott, Catherine Malfitano, Audra McDonald, Julia Migenes, Maralin Niska, Jessye Norman, Magda Olivero, Gerlinde Sämann, Renata Scotto, Anja Silja, Elisabeth Söderström, Phyllis Treigle, Galina Vishnévskaya y Carole Farley.
Esta ópera sigue en el repertorio, aunque no está entre las más representadas; en las estadísticas de Operabase aparece la n.º 94 de las cien óperas más representadas en el período 2005-2010, siendo la 11.ª en Francia y la segunda de Poulenc, con 39 representaciones.

## Argumento
La obra tiene la forma de un monólogo, con largos pasajes de canto sin acompañamiento musical que requieren particularmente los talentos de actriz intérprete. 
Suena el timbre del teléfono. Muchas personas ocupan la línea mientras el único personaje -"Ella", una mujer joven- espera una llamada de quien ha sido su amante ("Cheri": Querido) durante cinco años. Espera una señal, aunque sea menor, por su parte. 
El teléfono suena de nuevo. Ella le habla de su noche anterior, su dolor de cabeza, su comida, sus compras. Él pretende cortarla, pero ella sigue, le dice que puede seguir sus asuntos cuando quiera, le impide pedir disculpas. Ella le dice «Soy yo que soy tonta» y le llena de elogios, «Tú eres muy dulce», «No me creo tan fuerte» y se defiende de tomar parte en la comedia, de dejarse atrapar por ella. «No tengo la voz de una persona que esconde algo». «He decidido tener coraje, tengo lo que merezco», «Todo es culpa mía». Ella le dice, al final, que podrá venir a buscar su bolso a la conserjería y que es posible que ella pase algunos días en el campo. La línea sigue funcionando, «Es gracioso porque te escucho como si estuvieras en la habitación... ¡Aló, aló! (...) Vamos bien, ahora, te escucho bien, pero muy lejos, muy lejos, (...) Quiero decir que mejor que nunca en toda esta hora ... Parece que no es su aparato».
Él le dice que la deja por otra, que se va a casar al día siguiente, que es la última vez que hablarán. Durante la conversación, el público descubre que la mujer ha intentado suicidarse. El servicio telefónico de París era tristemente famoso por su baja calidad en la época, así que la conversación se interrumpe varias veces durante la desesperante conversación. A pesar de sus imprecaciones, ruegos y reclamos él la deja y, finalmente, ella se suicida.

## Grabaciones
| Año  | Protagonista (Ella) | Director, Teatro y orquesta                          | Sello discográfico                        |
| ---- | ------------------- | ---------------------------------------------------- | ----------------------------------------- |
| 1959 | Denise Duval        | Georges Prêtre, Orquesta de la Ópera Cómica de París | EMI                                       |
| 1976 | Jane Rhodes         | Jean-Pierre Marty, Orquesta Nacional de Francia      | (édition du Centenaire, IMVO15, 1994 INA) |
| 1991 | Julia Migenes       | Georges Prêtre, Orquesta Nacional de Francia         | Erato                                     |
| 1997 | Françoise Pollet    | Jean-Claude Casadesus, Orquesta Nacional de Lille    | Harmonia Mundi                            |
| 2001 | Felicity Lott       | Armin Jordan, Orquesta de la Suisse Romande          | Harmonia Mundi                            |

La ópera fue registrada en video por Carole Farley y Julia Migenes, grabada por Felicity Lott, Francoise Poillet, Jane Rhodes e interpretada por figuras como Anja Silja, Magda Olivero, Josephine Barstow, Gwyneth Jones, Galina Vishnévskaya, Jessye Norman, Elisabeth Söderström y Renata Scotto.